# Слободське (Кстовський район)
Слободське (рос. Слободское) — село в Кстовському районі Нижньогородської області Російської Федерації.
Населення становить 417 осіб. Входить до складу муніципального утворення Слободська сільрада.

## Історія
Від 2009 року входить до складу муніципального утворення Слободська сільрада.

## Населення
| 2002 | 2010 |
| ---- | ---- |
| 433  | ↘417 |